# ウッチ県
ウッチ県（Łódź Voivodeship (ポーランド語: Województwo łódzkie [vɔjɛˈvut͡stfɔ ˈwut͡skʲɛ] ( 音声ファイル))）は、ポーランド中部の県である。

県都はウッチ。マゾフシェ県、ヴィエルコポルスカ県、クヤヴィ・ポモージェ県、シフィェンティクシシュ県、シロンスク県、オポーレ県と接している。県域のほとんどがウッチ高地にある。

## 地域区分
- 市
  - ウッチ (Łódź)
  - ピョートルクフ・トルィブナルスキ (Piotrków Trybunalski)
  - スキェルニェヴィツェ　(Skierniewice)

- 郡 (powiat)
  - ベウハトゥフ郡 (Powiat bełchatowski)
  - ブジェジヌィ郡 (Powiat brzeziński)
  - クトノ郡 (Powiat kutnowski)
  - ワスク郡 (Powiat łaski)
  - ウェンチツァ郡 (Powiat łęczycki)
  - ウォヴィチ郡 (Powiat łowicki)
  - 東ウッチ郡 (Powiat łódzki wschodni)
  - オポチュノ郡 (Powiat opoczyński)
  - パビャニツェ郡 (Powiat pabianicki)
  - パイェンチュノ郡 (Powiat pajęczański)
  - ピョートルクフ郡 (Powiat piotrkowski)
  - ポドデンビツェ郡（ポーランド語版） (Powiat poddębicki)
  - ラドムスコ郡 (Powiat radomszczański)
  - ラヴァ郡 (Powiat rawski)
  - シェラツ郡 (Powiat sieradzki)
  - スキェルニェヴィツェ郡 (Powiat skierniewicki)
  - トマシュフ郡 (Powiat tomaszowski)
  - ヴィエルン郡 (Powiat wieluński)
  - ヴィエルシュフ郡 (Powiat wieruszowski)
  - ズドゥンスカ・ヴォラ郡 (Powiat zduńskowolski)
  - ズギェシ郡 (Powiat zgierski)

## 観光地

### ウッチ（Łódź）
ウッチ県の県都。19世紀初頭より製造業、特に繊維産業が発展してポーランド随一の工業都市となり、「ポーランドのマンチェスター」といわれるほど繁栄した。第二次世界大戦後に工場は全て国有化され、旧東欧の経済体制（コメコン）に組み込まれたが、1980年代後半に入り市場経済が導入されると先進国や発展途上国の同業他社に対して製品の品質や価格の面で太刀打ちできずに次々と工場が廃業していった。ところが近年は使われなくなった工場の建屋や、旧工場オーナーであったブルジョワたちの大豪邸の建築学的価値が見直され、これらをきれいにリフォームしながら観光都市として再生しつつあり、国内外から観光客が集まってきている。また、ポーランド映画産業の中心地でもあり、アンジェイ・ワイダ監督、ロマン・ポランスキ監督、クシシュトフ・キェシロフスキ監督など、ポーランドを代表する映画人がウッチ映画学校で学んだ。「おやすみ、クマちゃん」や「ムーミン」で世界的に有名で、「ピーターと狼」のアニメで1983年の「タンゴ」に続いて2008年、二度目のアカデミー賞を獲得したポーランドの誇るアニメスタジオのセ・マ・フォル（Se-ma-for）もこの街を拠点としている。街の公式サイト（英語・ポーランド語・ドイツ語）あり。

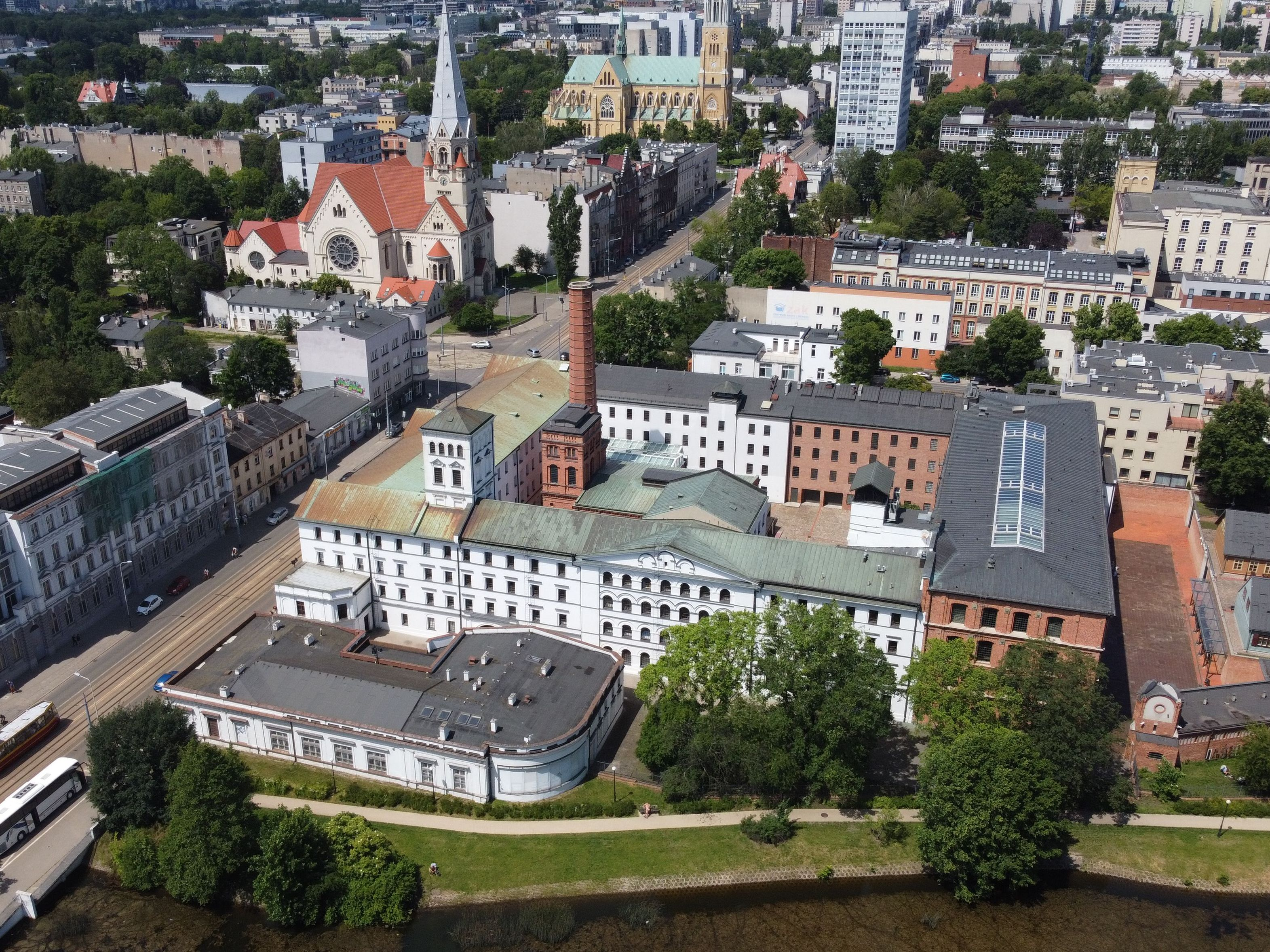
白い工場
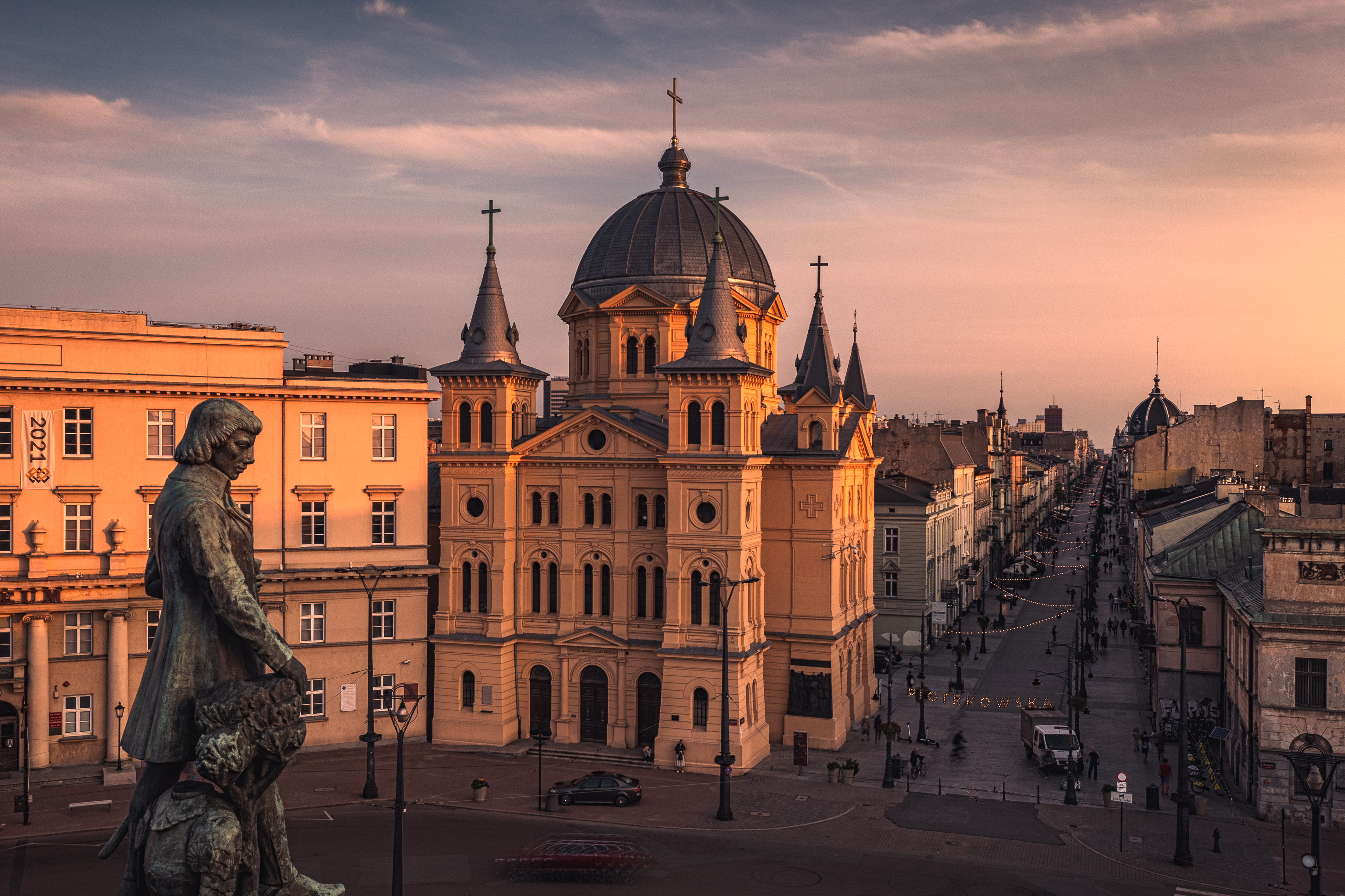
自由広場とコシチューシュコの像
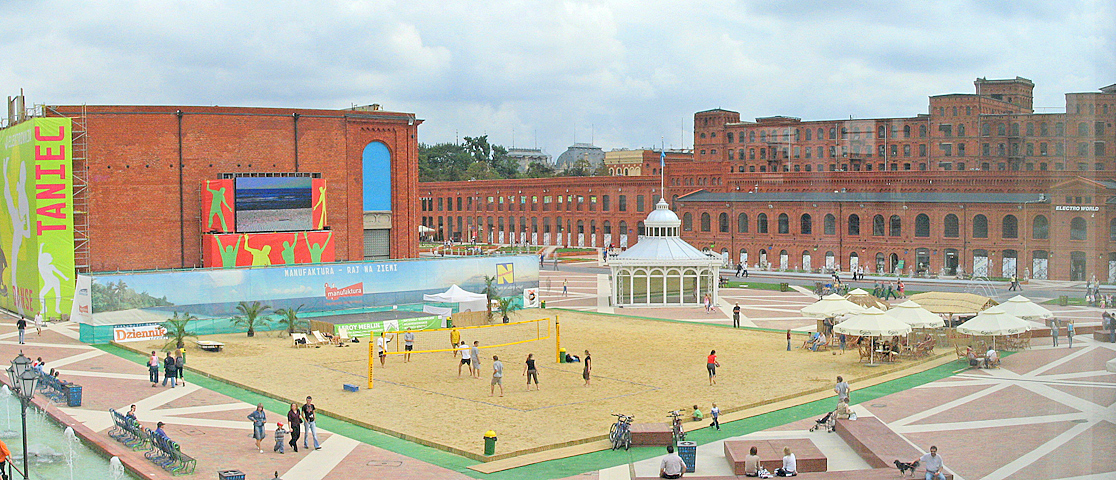
マヌファクトゥーラ・センター
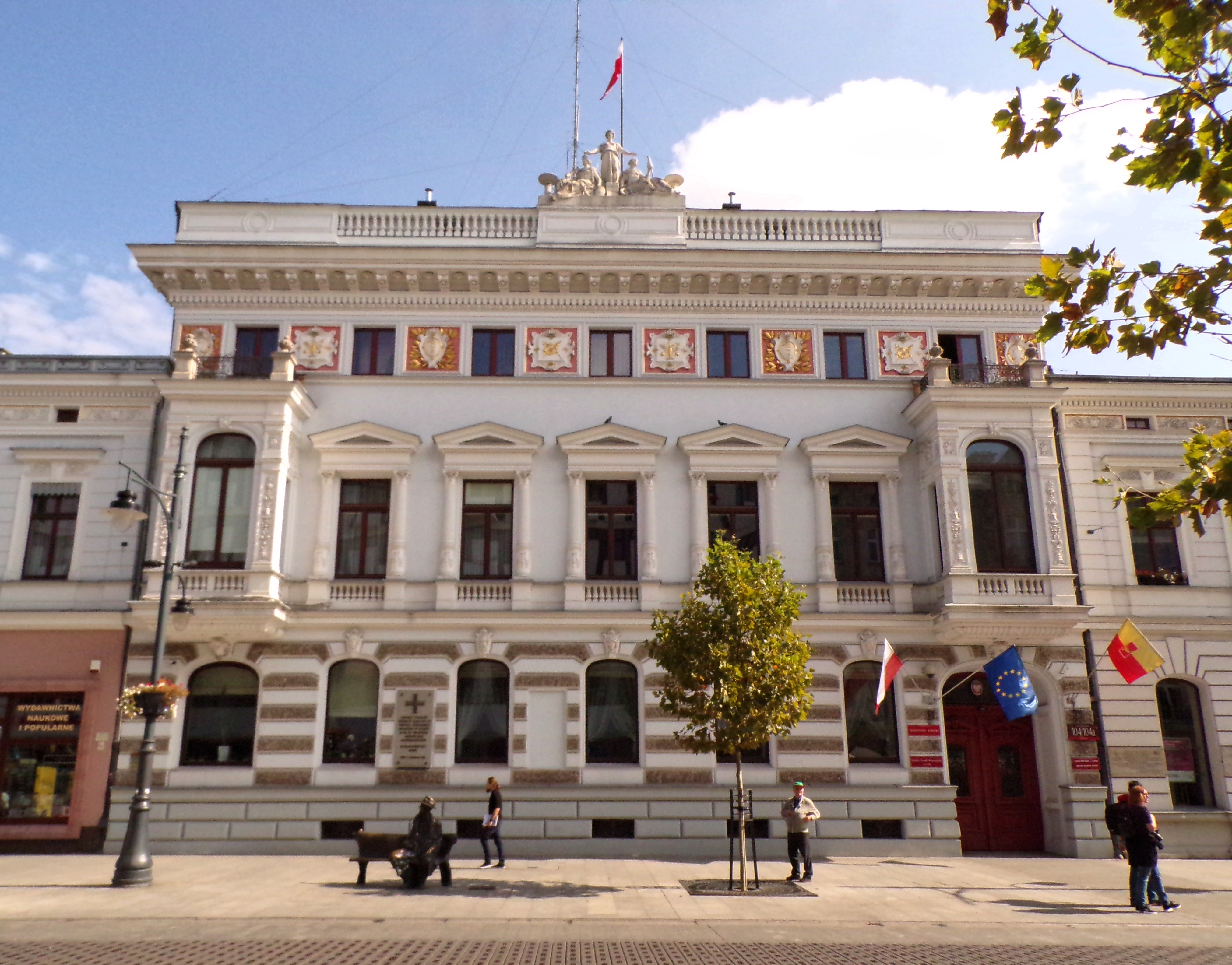
旧市庁舎
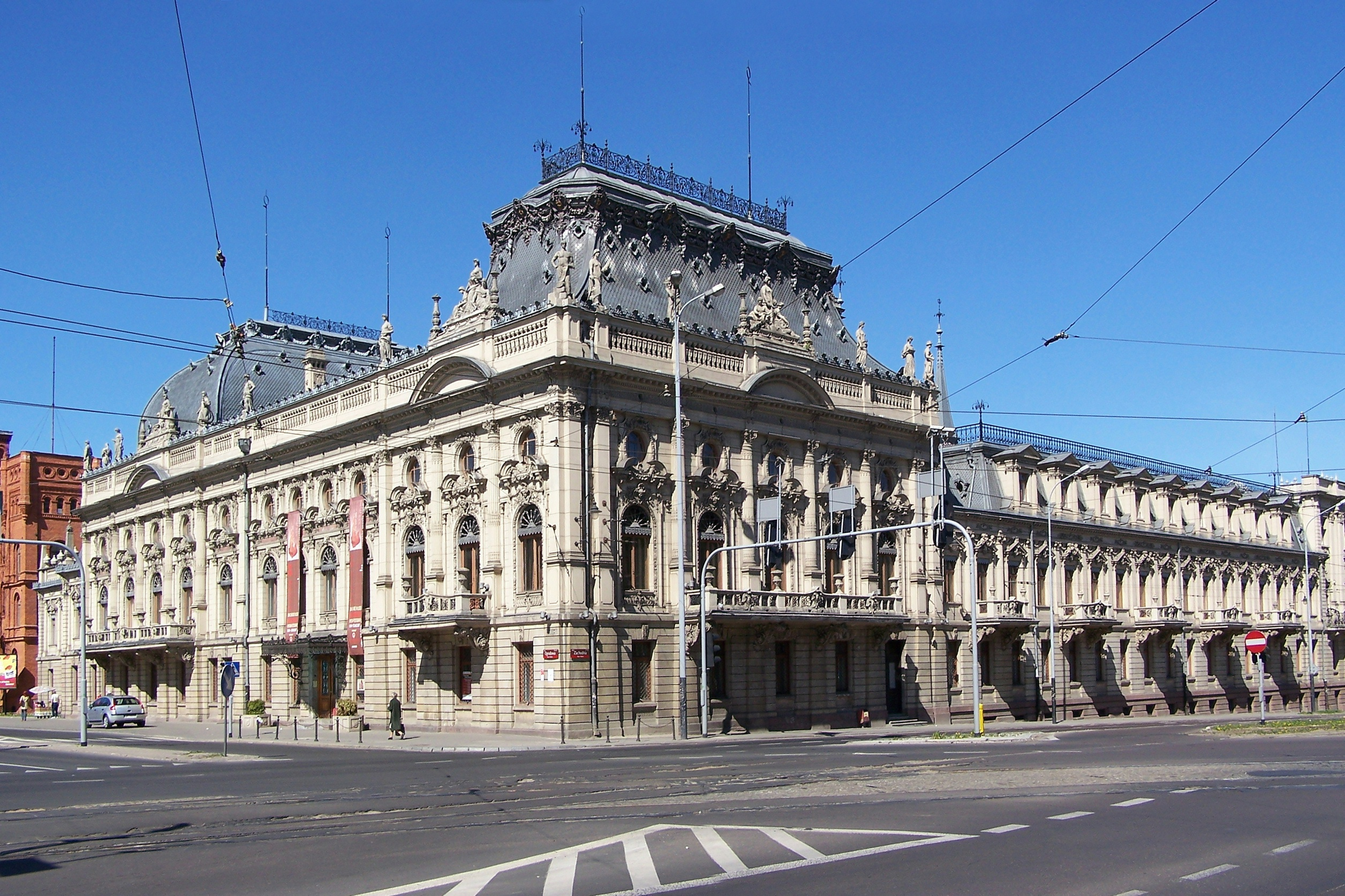
ポズナニスキ家の旧邸宅